# 황산 칼륨
황산 칼륨(미국: potassium sulfate, 영국: potassium sulphate, sulphate of potash, SOP, arcanite, potash of sulfur)은 화학식 K2SO4을 갖는 무기 화합물이다. 물에 용해되는 흰색 고체이다. 비료에 흔히 사용되며 칼륨과 황을 모두 제공한다.

## 역사
황산 칼륨이 알려지기 시작한 것은 14세기 초부터이다. 요한 루돌프 글라우버, 로버트 보일, 타케니우스에 의해 연구되었다.